# Béthon
Béthon település Franciaországban, Sarthe megyében. Lakosainak száma 306 fő (2022. január 1.). Béthon Champfleur, Bérus, Chérisay és Oisseau-le-Petit községekkel határos.

## Népesség
A település népességének változása:
| Lakosok száma | 337  | 334  | 343  | 327  | 318  | 309  | 307  | 308  | 306  |
|               | 2013 | 2015 | 2016 | 2017 | 2018 | 2019 | 2020 | 2021 | 2022 |